# Pteris olivacea
Pteris olivacea är en kantbräkenväxtart som beskrevs av Ren-Chang Ching. Pteris olivacea ingår i släktet Pteris och familjen Pteridaceae. Inga underarter finns listade.